# Scarborough Station

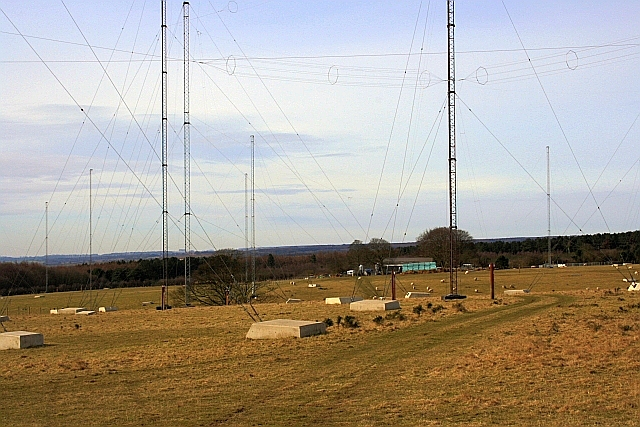
Zur Station gehöriges Antennenfeld im Irton-Moor nahe Scarborough (2010)

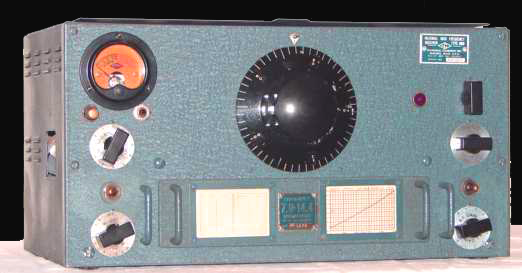
Der HRO der National Radio Company war der meistverwendete Funkempfänger in den britischen Y stations

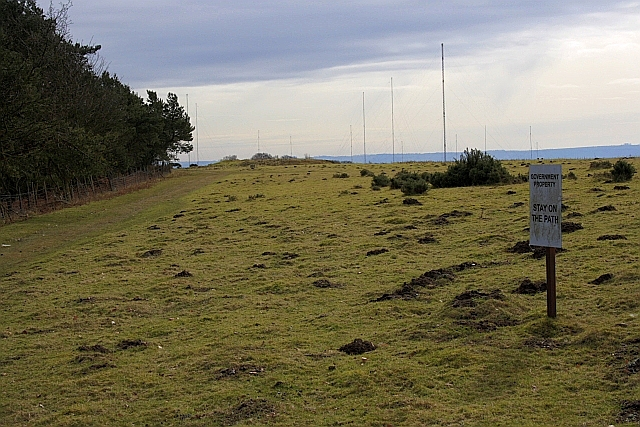
Das Gelände knapp außerhalb des Stützpunktes. Im Hintergrund sind einige der Antennen zu sehen (2010).

Scarborough Station (auch: GCHQ Scarborough) ist ein Stützpunkt der britischen Government Communications Headquarters (GCHQ) (Geheimdienst). Er liegt mehr als 300 km nördlich von London in der englischen Grafschaft North Yorkshire unweit des Stadtzentrums von Scarborough an der englischen Ostküste. Während des Zweiten Weltkriegs befand sich dort eine wichtige Funkabhörstelle des britischen Geheimdienstes.

## Geschichte
Noch vor dem Ersten Weltkrieg im Jahr 1912 errichtete die Royal Navy (Kriegsmarine des Vereinigten Königreichs) eine Funkstelle nahe Scarborough. Ihre Aufgabe während des Kriegs bestand vor allem in der Funküberwachung der in der Nordsee operierenden Hochseeflotte der deutschen Kaiserlichen Marine.
Während des Zweiten Weltkriegs war Scarborough eine wichtige Funkabhörstelle (Y station) der britischen Government Code and Cypher School (G.C.& C.S.) (deutsch etwa „Staatliche Code- und Chiffrenschule“). Hier war eine der britischen War Office Y Groups (W.O.Y.G.) (Funkabhörgruppen des Kriegsministeriums) stationiert, deren Aufgabe es war, den feindlichen, insbesondere den deutschen Funkverkehr abzufangen und aufzuzeichnen. Beispielsweise die mit der deutschen Enigma-Maschine verschlüsselten und im Morsecode gesendeten Geheimtexte und die mithilfe der Lorenz-Schlüsselmaschine verschlüsselten geheimen deutschen Funkfernschreiben (britischer Deckname Fish) wurden in Scarborough aufgefangen und aufgezeichnet. Den britischen Codebreakers in Bletchley Park gelang die erfolgreiche Entzifferung und nachrichtendienstliche Auswertung. Die deutschen Funksprüche enthielten nicht selten kriegswichtige Informationen, die die Briten unter dem Decknamen Ultra zusammenfassten und für ihre eigenen Planungen nutzten.
Auch die Funkortung gehörte zu den Aufgaben der Station. So gelang es wesentlich mithilfe von Scarborough, die Position des deutschen Schlachtschiffs Bismarck zu peilen und damit zu dessen Versenkung im Mai 1941 beizutragen.
Nach dem Krieg, im Jahr 1965, wurde die Station durch die Government Communications Headquarters (GCHQ), der Nachfolgeorganisation der G.C.& C.S., übernommen und weiter als Horchposten genutzt. Während der Zeit des Kalten Krieges wurden hauptsächlich sowjetische Funksendungen abgefangen. 2001 bekam sie ihren heutigen Namen GCHQ Scarborough.